# Пріпоара
Пріпоара (рум. Pripoara) — село у повіті Вилча в Румунії. Входить до складу комуни Муеряска.
Село розташоване на відстані 165 км на північний захід від Бухареста, 12 км на північний захід від Римніку-Вилчі, 103 км на північ від Крайови, 115 км на південний захід від Брашова.

## Населення
За даними перепису населення 2002 року у селі проживали 68 осіб, усі — румуни. Усі жителі села рідною мовою назвали румунську.